# Valentin Serov
Valentin Aleksandrovitj Serov (ryska: Валентин Александрович Серов), född 19 januari 1865 i Sankt Petersburg, död 5 december 1911 i Moskva, var en rysk konstnär. Han var son till tonsättaren Aleksandr Serov.
Serov studerade vid konstakademien i Sankt Petersburg, för Ilja Repin och för tyske gravören Johann Karl Köpping. Serov målade historiska bilder, såsom Peter den store med sin gemål till häst (1901), Peter den store på jakt i ett snölandskap (1902), Peter i Monplaisir. Han var dock mest framstående i sina porträtt, där personen ofta är framställd i friluft eller i en interiör. Bland hans porträtt märks Nikolaus II (1900), storfurst Paul, prinsessan Lieven och många andra dambilder, bland dem fru von Dervise med sitt barn (förekom 1914 på Baltiska utställningen, där Serov var representerad av 39 nummer). Han målade även djur och landskapsstämningar. 
Asteroiden 3547 Serov är uppkallad efter honom.

## Utvalda arbeten

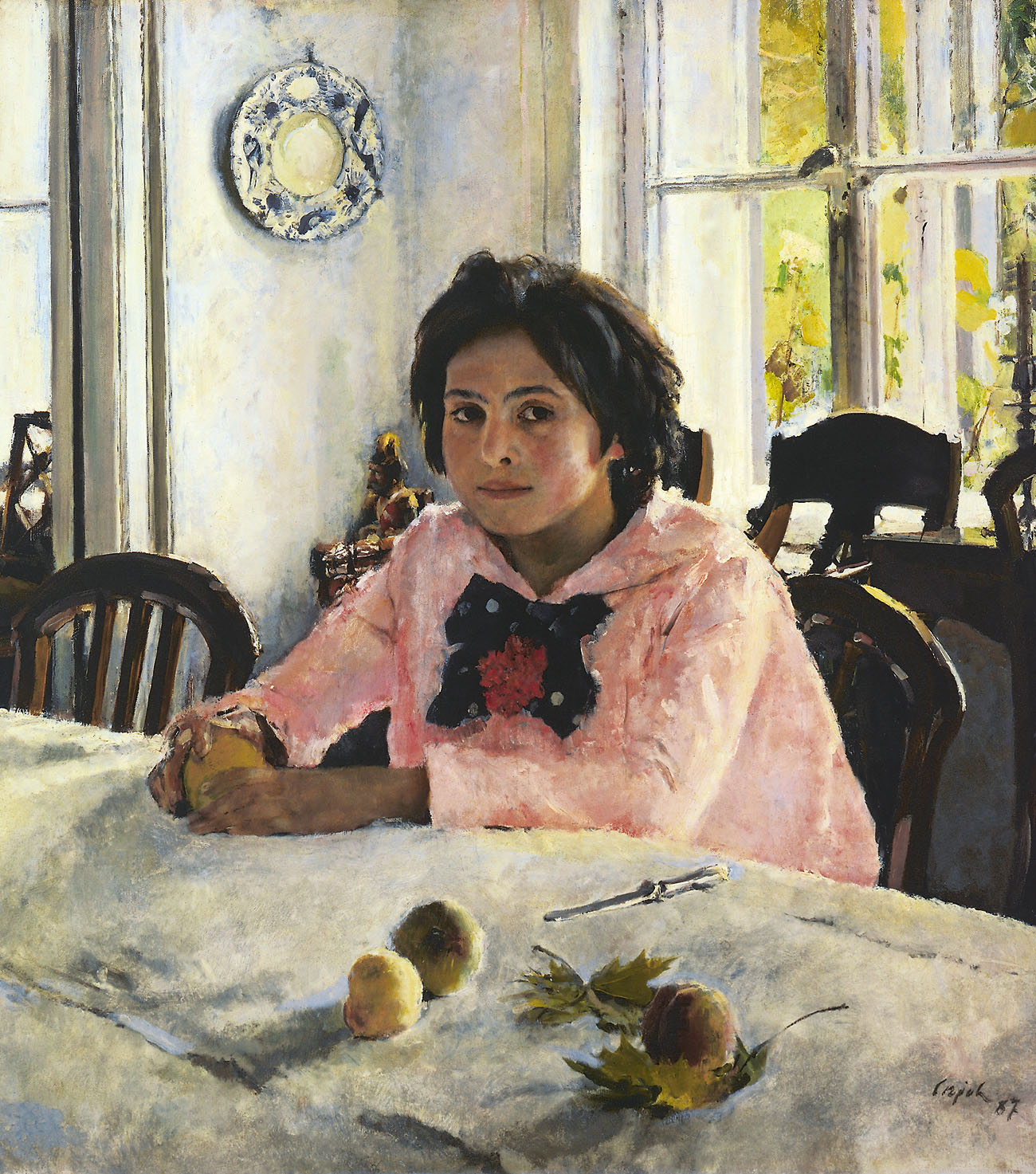
Flickan med persikor (1887)
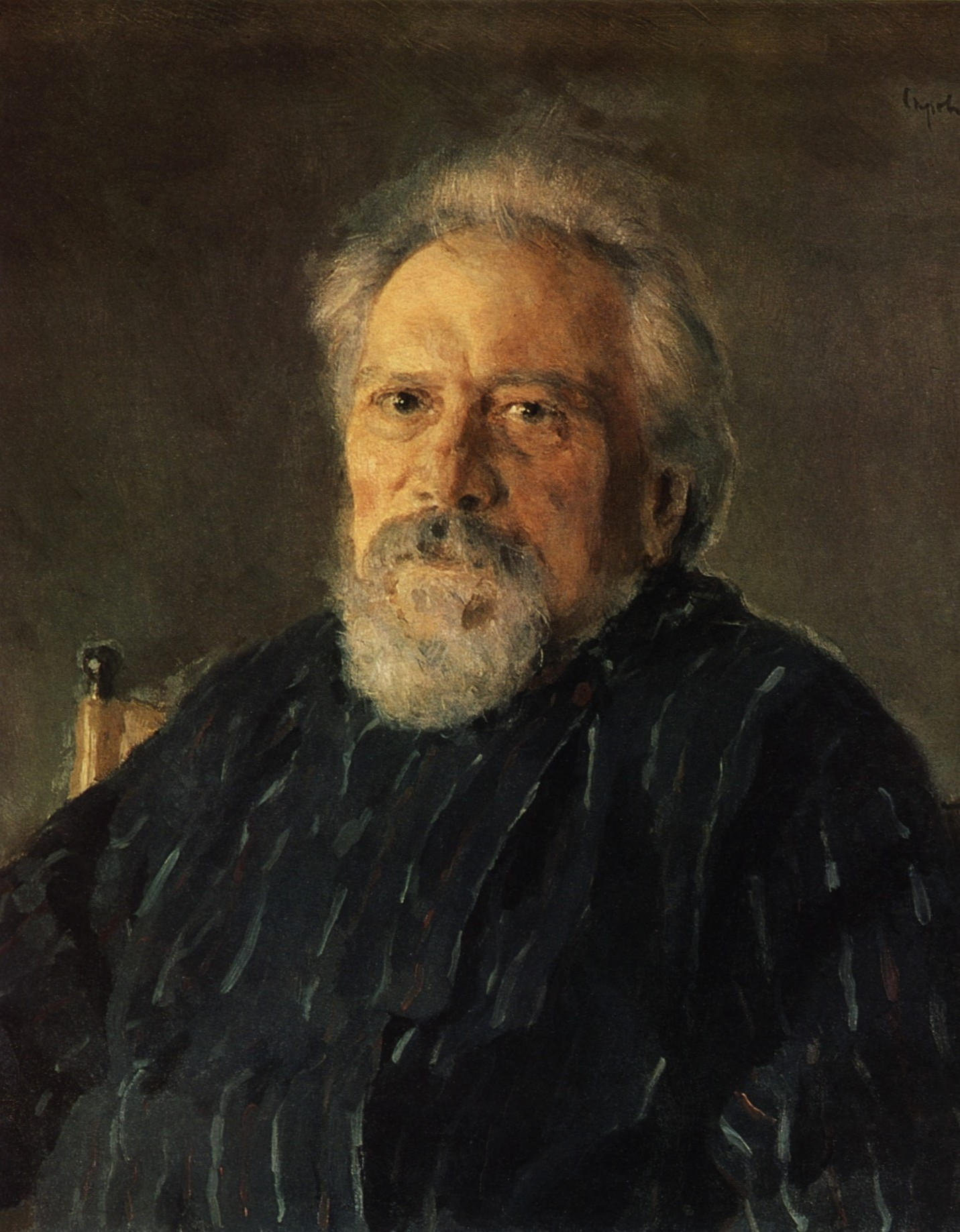
Nikolai Leskow (1894)
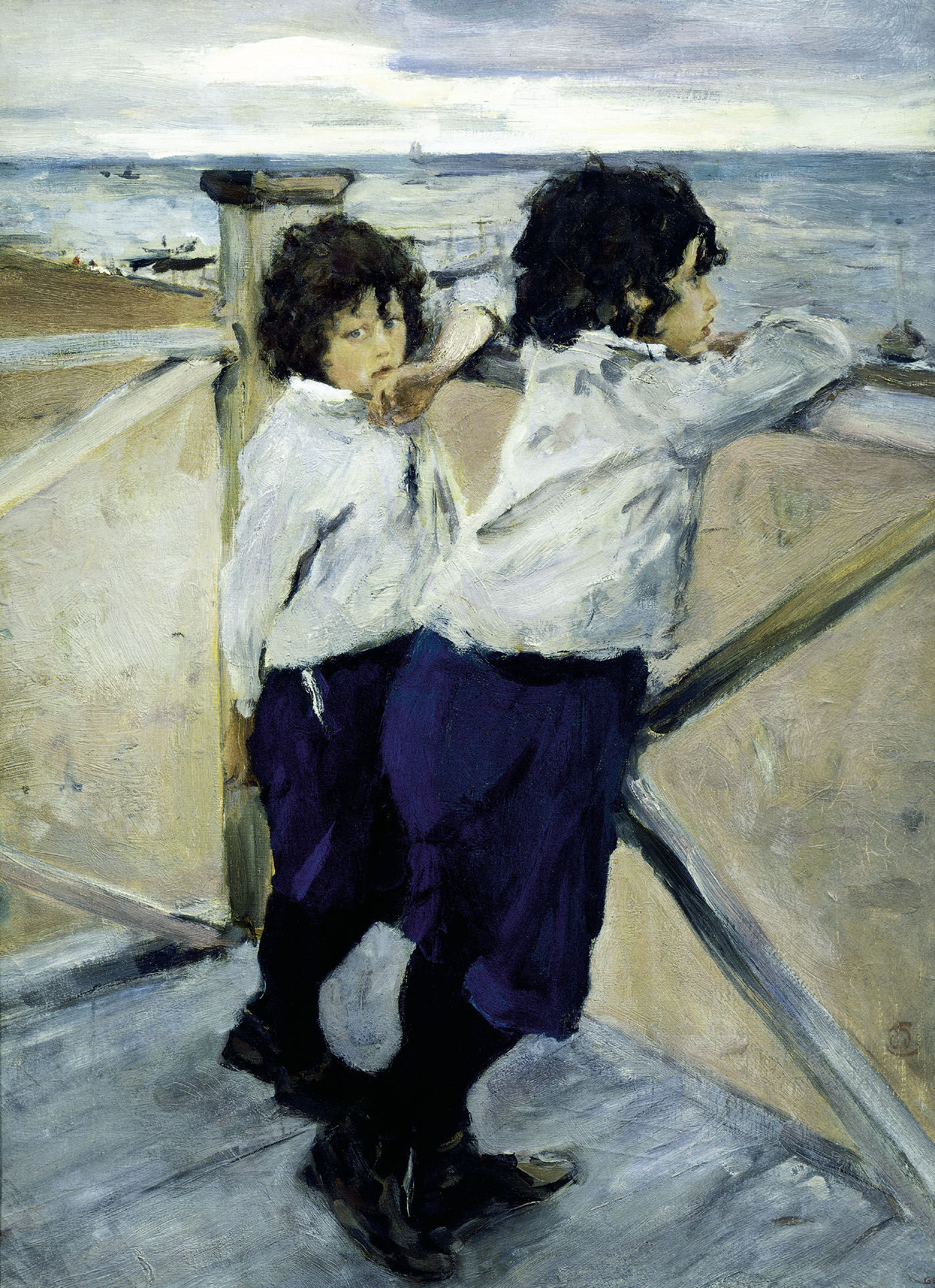
barn (1899)
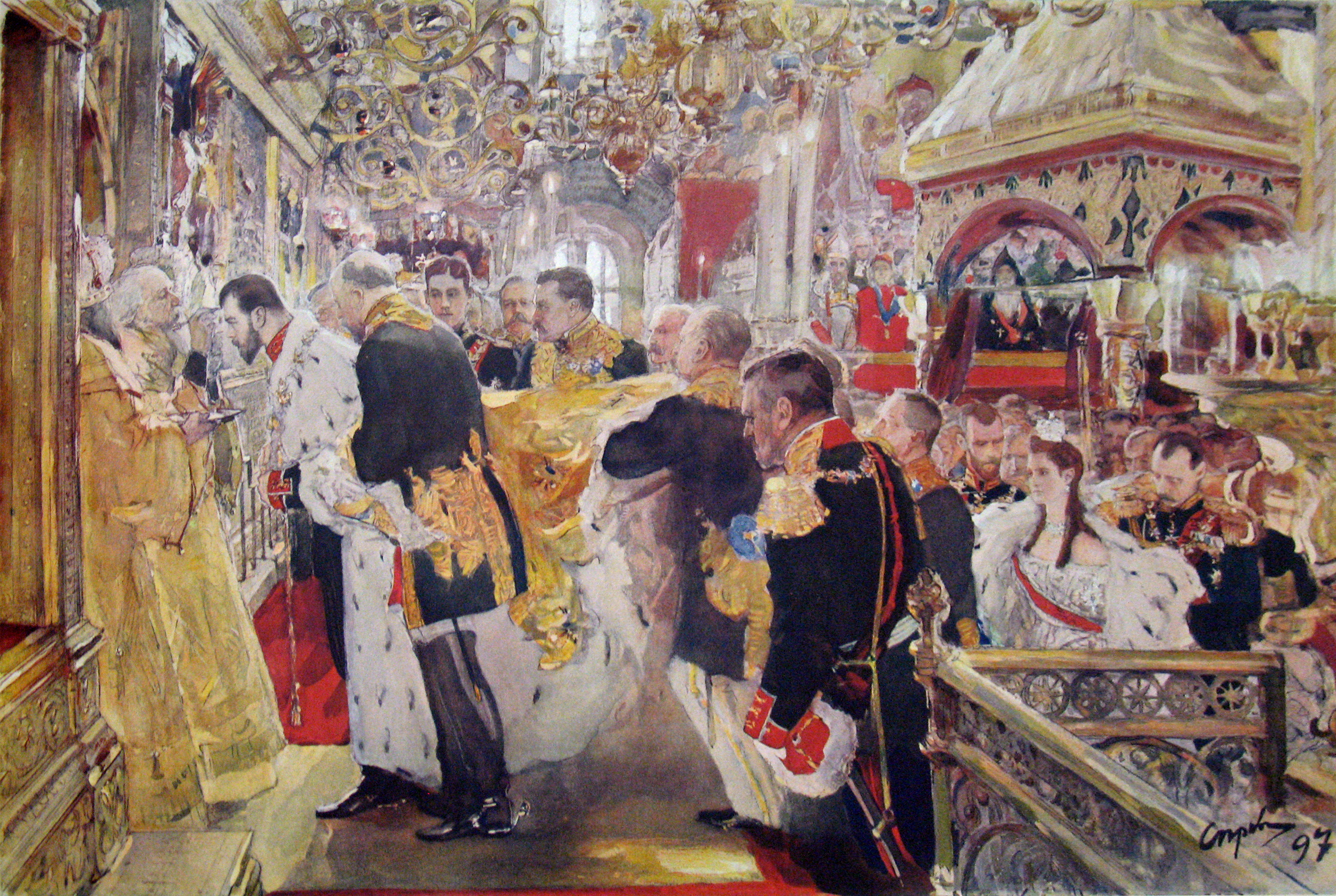
kröning av tsar Nikolaus II (1899)
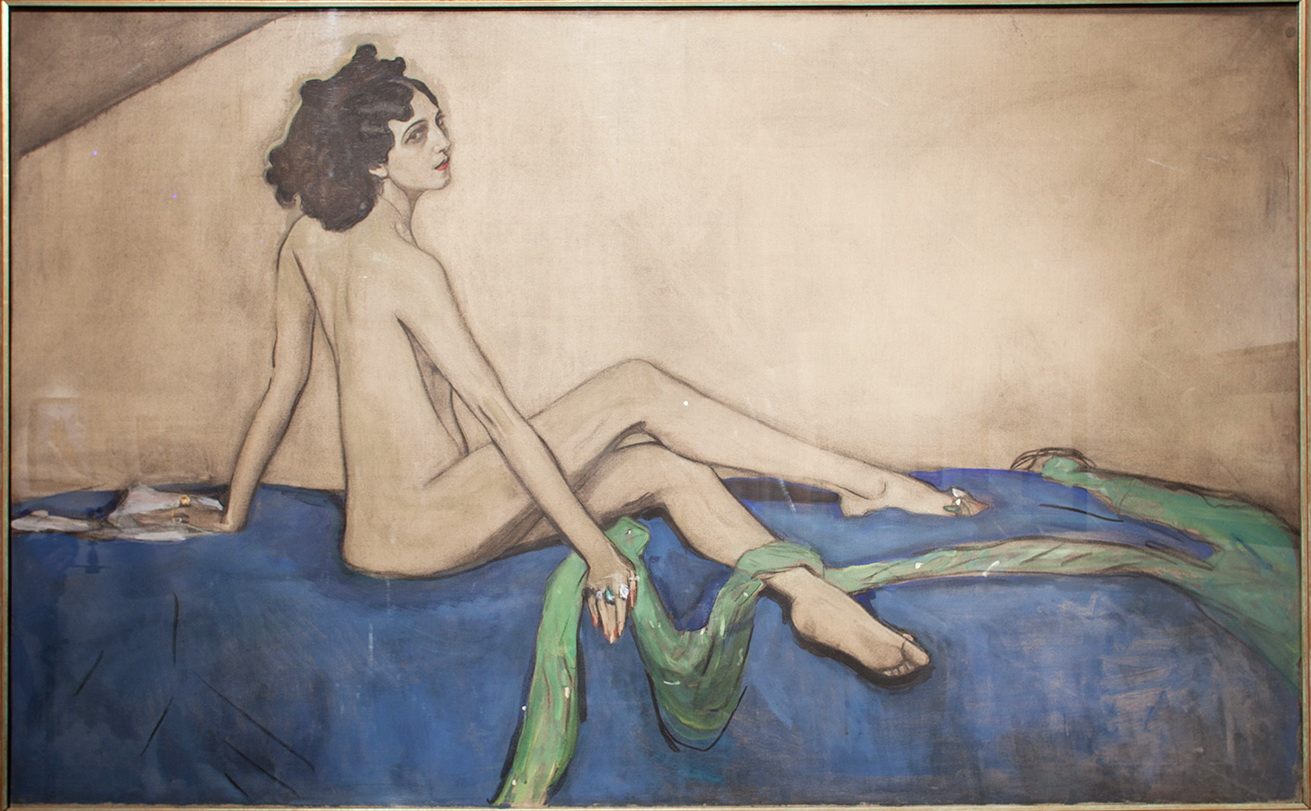
Ida Rubinstein (1910)
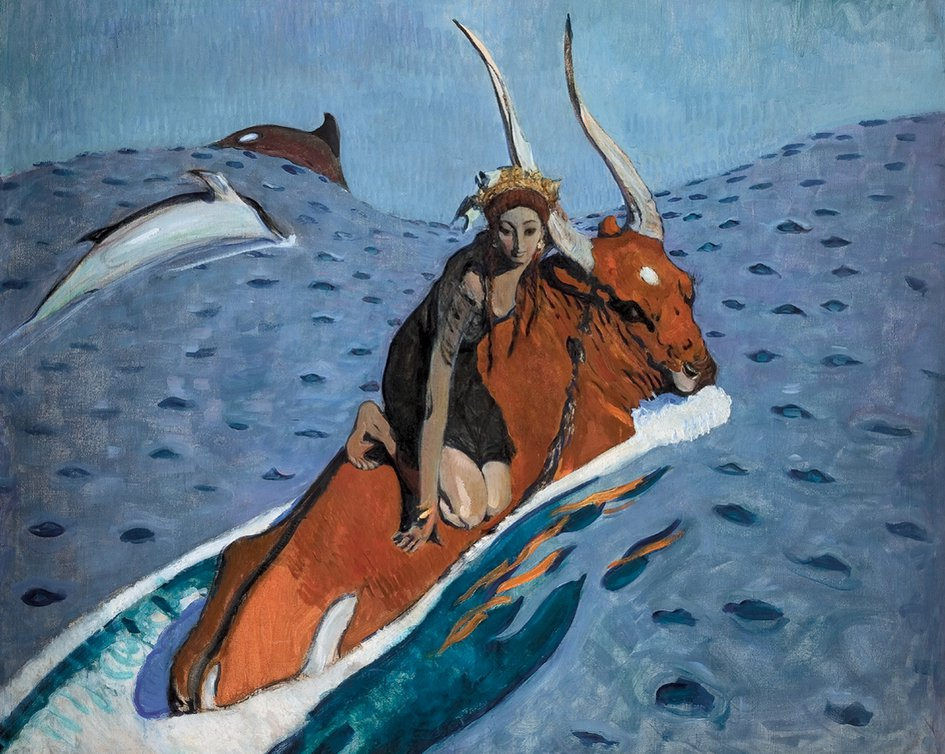
The Rape of Europe (1910)